# Polesden Lacey
Polesden Lacey is een Brits landhuis in regency- en edwardiaanse architectuur, gelegen in North Downs (Surrey). Het is in eigendom van de National Trust. Het huidige landhuis stamt uit de periode 1821-1823 met een uitbreiding in het begin van de 20e eeuw. Het staat op de plek van een eerder huis uit 1336 Het bijbehorende landgoed omvat 570 hectare. In 1923 brachten de latere koning en koningin George VI en Elizabeth Bowes-Lyon hier een deel van hun huwelijksreis door.